# Rodízio de veículos de Bogotá (Pico y placa)
O Rodízio de veículos de Bogotá, também conhecido por Pico y placa é uma medida de restrição veicular implementada inicialmente na cidade de Bogotá durante a prefeitura de Enrique Peñalosa, durante o ano de 1998. É uma medida de gestão da demanda de transporte para racionar o uso de uma escassa oferta de transporte (vias) ante uma demanda excessiva. Posteriormente foi implementado com o mesmo nome de "Pico y placa" em outras cidades de Colômbia, Equador e Venezuela (só na fronteira Colômbia-Venezuela), onde é conhecido como dia de parada).
Esta norma de trânsito impõe uma restrição de circulação obrigatória na área urbana a veículos privados tipo automóvel e de serviço público em horários "pico" (horários com maior afluência de tráfico), dependendo do último número de placa do automóvel, pretendendo reduzir com ela o colapso circulatório que se formava nestas horas. 

## Características
A restrição inicialmente foi implementada para mitigar o congestionamento nas horas pico e tratar de distribuir a demanda para as horas de menos demanda (horas vale). A restrição aplicada de manhã entre as 7:00 e as 9.00 horas e de tarde entre as 17:30 e as 19:30 horas.
Esta medida tem obrigado muitos habitantes da cidade a procurar novas maneiras de se transportar tanto com transporte público como transportes alternativos como um segundo veículo e eventualmente a bicicleta. Outras empresas têm criado serviços para atender este público, como o aluguel de veículo durante um dia.